# Liste des béatifications prononcées par Léon XIII
Cette page dresse la liste des personnes béatifiées par le pape Léon XIII.
Le pape Léon XIII (20 février 1878 - 20 juillet 1903) a procédé aux béatifications suivantes :

## 1881
| N° | Image | Bienheureux           | Date de béatification | Lieu de béatification  | Informations                                   |
| -- | ----- | --------------------- | --------------------- | ---------------------- | ---------------------------------------------- |
| 1. |       | Bertrand de Garrigues | 12 juillet 1881       | Basilique Saint-Pierre | (?-1230), religieux de l'ordre des Prêcheurs.  |
| 2. |       | Urbain II             | 14 juillet 1881       | Basilique Saint-Pierre | (1042-1099), 159e pape de l’Église catholique. |

## 1882
| 1. |  | Alonso de Orozco | 15 janvier 1882 | Basilique Saint-Pierre | (1500-1591), religieux espagnol de l'ordre de Saint Augustin, auteur et mystique du Siècle d'or espagnol. |

## 1885
| 1. |  | Baptiste Spagnoli | 17 décembre 1885 | Basilique Saint-Pierre | (1447-1516), religieux italien de l'ordre du Carmel, considéré comme un des principaux représentants italiens de l'humanisme chrétien. |

## 1886
| 1. |  | Les cinquante-quatre martyrs anglais | 29 décembre 1886 | Basilique Saint-Pierre | personnes exécutées pour avoir refusé de reconnaitre l'acte de suprématie fondant l'Église anglicane. |
| 2. |  | John Fisher                          | 29 décembre 1886 | Basilique Saint-Pierre | (1469-1535), religieux et théologien anglais, évêque de Rochester il s'oppose vivement au divorce du roi Henri VIII et à ses prétentions de se proclamer lui-même chef de l'Église d'Angleterre. Il est emprisonné et décapité (canonisé en 19 mai 1935).                                                          |
| 3. |  | Cuthbert Mayne                       | 29 décembre 1886 | Basilique Saint-Pierre | (1544-1577), prêtre anglais, martyrisé pendant les persécutions anti-catholiques de 1535 à 1679. |
| 4. |  | Thomas More                          | 29 décembre 1886 | Basilique Saint-Pierre | (1478-1535), juriste, historien, philosophe, théologien et homme politique anglais. Figure de l'humanisme anglais. Il désavoue le divorce du roi et refuse de cautionner le schisme anglican. Devant la persistance de son attitude il est emprisonné, puis décapité (canonisé le 19 mai 1935 par le pape Pie XI). |
| 5. |  | Ralph Sherwin                        | 29 décembre 1886 | Basilique Saint-Pierre | (1550-1581), prêtre anglais mort martyrisé pendant les persécutions anti-catholiques (canonisé le 25 octobre 1970. Il est l'un des Quarante martyrs d'Angleterre et de Galles). |

## 1887
| 1. |  | Victor III | 23 juillet 1887 | Basilique Saint-Pierre | (1027-1087), 158e pape de l’Église catholique. |

## 1888
| 1. |  | Clément-Marie Hofbauer      | 29 janvier 1888 | Basilique Saint-Pierre | (1751-1820), prêtre de la congrégation du Très Saint Rédempteur (canonisé le 20 mai 1909). |
| 2. |  | Égide-Marie de Saint-Joseph | 5 février 1888  | Basilique Saint-Pierre | (1729-1812), religieux de l'Ordre des Frères Mineurs (canonisé le 2 juin 1996). |
| 3. |  | Félix de Nicosie            | 12 février 1888 | Basilique Saint-Pierre | (1715-1787), frère lai capucin italien. Chargé de mendier de la nourriture pour son couvent, l'exemple de sa vie et ses paroles suscitèrent la ferveur de la population. Il s'adonna à de dures pénitences, se dévoua aux pauvres dans la rue (canonisé le 23 octobre 2005). |
| 4. |  | Jean-Baptiste de La Salle   | 19 février 1888 | Basilique Saint-Pierre | (1651-1719), prêtre français, fondateur de l'institut des Frères des écoles chrétiennes (canonisé le 24 mai 1900). |
| 5. |  | Inès de Benigànim           | 26 février 1888 | Basilique Saint-Pierre | (1625-1696), religieuse espagnole de l'ordre des Augustins déchaux. |

## 1889
| 1. |  | Émeric Ier de Quart   | 14 juillet 1889  | Basilique Saint-Pierre | (?-1313), prêtre et évêque, admirable par l'austérité de sa vie et son zèle pour le salut des âmes.                                                  |
| 2. |  | Jean-Gabriel Perboyre | 10 novembre 1889 | Basilique Saint-Pierre | (1802-1840), prêtre français de la congrégation de la Mission, mort martyrisé en Chine (canonisé le 2 juin 1996).                                    |
| 3. |  | Pierre Chanel         | 16 novembre 1889 | Basilique Saint-Pierre | (1803-1841), religieux, prêtre français de la Société de Marie, premier martyr de l’Océanie et saint-patron de l’Océanie (canonisé le 12 juin 1954). |

## 1890
| 1. |  | Antoine-Marie Zaccaria | 3 janvier 1890  | Basilique Saint-Pierre | (1502-1539), religieux italien fondateur des Clercs réguliers de saint Paul (canonisé le 15 mai 1897). |
| 2. |  | Pompile Marie Pirrotti | 26 janvier 1890 | Basilique Saint-Pierre | (1710 -1766), religieux, prêtre italien de l’ordre des Clercs Réguliers des Ecoles Pies, distingué par l’austérité de sa vie et pour son travail inlassable auprès des enfants (canonisé le 19 mars 1934). |

## 1893
| 1. |  | François-Xavier Bianchi | 22 janvier 1893 | Basilique Saint-Pierre | (1743-1815), religieux prêtre italien de l’ordre des Clercs Réguliers de Saint-Paul, mystique (canonisé le 21 octobre 1951). |
| 2. |  | Gérard Majella          | 29 janvier 1893 | Basilique Saint-Pierre | (1726-1755), religieux italien de la congrégation du Très Saint Rédempteur (canonisé le 11 décembre 1904).                   |
| 3. |  | Antoine Baldinucci      | 23 avril 1893   | Basilique Saint-Pierre | (1665-1717), prêtre italien de la compagnie de Jésus.                                                                        |
| 4. |  | Pierre Berno            | 30 avril 1893   | Basilique Saint-Pierre | (1552-1583), prêtre suisse de la compagnie de Jésus.                                                                         |

## 1894
| 1. |  | Jean d'Avila | 4 avril 1894 | Basilique Saint-Pierre | (1499-1569), prêtre espagnol, injustement soupçonné d’hérésie il est jeté en prison, où il écrivit la partie la plus importante de sa doctrine spirituelle (canonisé le 31 mai 1970 ; proclamé docteur de l'Église le 7 octobre 2012). |

## 1895
| 1. |  | Thomas Percy | 13 mai 1895 | Basilique Saint-Pierre | (1528-1572), Comte de Northumberland, exécuté par la reine Élisabeth Ire pour son attachement à l'Église catholique. |

## 1896
| 1. |  | Bernardin Realino | 12 janvier 1896 | Basilique Saint-Pierre | (1530-1616), prêtre italien de la compagnie de Jésus, missionnaire itinérant dans les campagnes de la région des Pouilles (Italie) (canonisé le 22 juin 1947). |
| 2. |  | Blaise de Signori | 19 janvier 1896 | Basilique Saint-Pierre | (1676-1740) est un religieux franciscain (canonisé le 28 juin 1930 ; saint patron de la Corse).                                                                |

## 1898
| 1. |  | Innocent V | 9 mars 1898 | Basilique Saint-Pierre | (1225-1276), 185e pape de l’Église catholique. |

## 1889
| 1. |  | Raymond de Capoue | 15 mai 1899     | Basilique Saint-Pierre | (v. 1330-1399), religieux, de l'ordre des prêcheurs.                                              |
| 2. |  | Marcos Criado     | 24 juillet 1899 | Basilique Saint-Pierre | (1522-1569), religieux espagnol de l'ordre des Trinitaires martyrisé par les musulmans d'Espagne. |

## 1900
| 1. |  | Marie Madeleine Martinengo     | 18 avril 1900  | Basilique Saint-Pierre | (1687-1737), religieuse capucine italienne, stigmatisée.                                                                               |
| 2. |  | 33 des 120 Martyrs de Chine    | 17 mai 1900    | Basilique Saint-Pierre | personnes persécutées et mortes pour leur foi en Chine.                                                                                |
| 3. |  | Emmanuel Nguyen Van Trieu      | 25 mai 1900    | Basilique Saint-Pierre | (1756-1798), prêtre vietnamien, mort martyrisé (canonisé le 19 juin 1988. Il fait partie de la liste des dits 117 martyrs de Viêtnam). |
| 4. |  | 64 des 117 Martyrs du Viêt Nam | 27 mai 1900    | Basilique Saint-Pierre | personnes persécutées et mortes pour leur foi au Viêt Nam.                                                                             |
| 5. |  | Pierre Berthelot               | 10 juin 1900   | Basilique Saint-Pierre | (1600-1638), prêtre français de l'ordre du Carmel, exécuté pour avoir refusé de se convertir à l'Islam.                                |
| 6. |  | Thomas Rodrigues da Cunha      | 10 juin 1900   | Basilique Saint-Pierre | (v. 1590-1638), religieux de l'ordre des Carmes déchaux, exécuté pour avoir refusé de se convertir à l'Islam.                          |
| 7. |  | Maria Crescentia Hoess         | 7 octobre 1900 | Basilique Saint-Pierre | (1682-1744), religieuse du Tiers-Ordre franciscain (canonisée le 25 novembre 2001).                                                    |